# Otto Roelen
Otto Roelen (Mülheim an der Ruhr, 22 de março de 1897 — Bad Honnef, 30 de janeiro de 1993) foi um químico alemão. Descobridor da hidroformilação.

## Vida
Roelen nasceu em Mülheim, Alemanha, e estudou química e se formou em 1922 na Technische Hochschule Stuttgart. Ele trabalhou com Franz Fischer e Hans Tropsch no Instituto Kaiser Wilhelm para Pesquisa de Carvão de 1922. Ele desenvolveu o processo de hidroformilação catalisada homogeneamente (também conhecido como "síntese oxo") para a síntese industrial de aldeídos de alcenos e monóxido de carbono.
Durante a segunda guerra mundial, ele foi químico-chefe da Ruhr Chemie, e após a guerra ele descreveu a construção, operação e produção de usinas de síntese oxo em detalhes para interrogadores do Departamento Britânico de Pesquisa Científica e Industrial.
Roelen recebeu o prêmio Adolf von Baeyer da Gesellschaft Deutscher Chemiker em 1963. Em sua homenagem, a DECHEMA nomeou o prêmio Otto Roelen em sua homenagem.
Ele morreu em Bad Honnef, Alemanha, com 95 anos de idade.